# Metsibotlhoko
Metsibotlhoko è un villaggio del Botswana situato nel distretto di Kweneng, sottodistretto di Kweneng West. Il villaggio, secondo il censimento del 2011, conta 403 abitanti.